# Hieracium microcodon
Hieracium microcodon es una especie de planta con flor del género Hieracium, de la familia Asteraceae, orden Asterales.

## Distribución
Hieracium microcodon se distribuye por Suecia.

## Taxonomía
Fue descrita científicamente por Hyl.